# Skrblje
Skrblje este o localitate din comuna Majšperk, Slovenia, cu o populație de 55 de locuitori.